# Waikerie
Waikerie är en ort i Australien. Den ligger i regionen Loxton Waikerie och delstaten South Australia, omkring 150 kilometer nordost om delstatshuvudstaden Adelaide.
Trakten runt Waikerie är nära nog obefolkad, med mindre än två invånare per kvadratkilometer.. Waikerie är det största samhället i trakten.
Omgivningarna runt Waikerie är i huvudsak ett öppet busklandskap. Genomsnittlig årsnederbörd är 304 millimeter. Den regnigaste månaden är februari, med i genomsnitt 66 mm nederbörd, och den torraste är oktober, med 7 mm nederbörd.